# Magdalen Berns
Magdalen Berns, född 6 maj 1983 i London, död 13 september 2019 i Edinburgh, var en brittisk youtuber, boxare och systemutvecklare. Berns var  lesbisk radikalfeminist och mest känd för sina vlogginlägg som hon lade upp på Youtube under perioden april 2016–oktober 2018. Videobloggen fokuserade på lesbisk politik, yttrandefrihet och könsidentitet. Berns åsikter ansågs som kontroversiella och ledde till att hon blev kallad "transfob" och "TERF". Berns var en av grundarna av For Women Scotland (Forwomen.scot), en kvinnoorganisation som är mot lagförslag om självidentifierat kön.

## Biografi
Magdalen Berns var dotter till argentinskfödda Gustavo Berns och socialhistorikeren Deborah Lavin (1951–2020). Berns var från Camden i London och gick på Hamstead School . Hon var yngst av tre syskon. Hennes morfar var konstnär och hennes mormor var dansare. Som tonåring var hon aktiv i demonstrationer Huntingdon Life Sciences (djurförsök), fredsdemonstrationer, Socialist Labour Party, och en socialistisk kör. 
Efter slutförd utbildning på Hampsted School jobbade Berns som ljudtekniker och började sedan på University of Edinburgh Hon läste först ingenjörsvetenskap, tog emot Doris Grey-stipendiet, Women's Engineering Societys pris för mindre privilegierade kvinnliga ingenjörsstudenter i Skottland. Sedan gick hon över till att läsa fysik, och tog examen 2016. Hon var självlärd programmerare, och deltog i Google Summer of Code-projektet i perioden 2013-2015. Då jobbade hon med att implementera FFTW3-biblioteket för Ruby. Inom ramen för Summer of Code praktiserade hon i GNOME Foundations Outreach Program For Women, där hon jobbade med Java ATK Wrapper, en modul som översätter Swing-events för Accessibility Toolkit  och med implementering av en enhet för spårning (caret) och fokusspårning (focus tracking) i GNOME Shell.
Berns dog i glioblastom den 13 september 2019, 36 år gammal, i Edinburgh.

## Idrott
Berns var aktiv amatörboxare. År 2009 tävlade hon i Scottish University Boxing Championships och kom tvåa i sin viktklass efter att ha förlorat finalen mot Sinead Sheehan . År 2010 blev hon den första skotska boxaren att vinna Haringey Box Cup, som beskrivs som "Europas största och mest prestigefyllda amatörboxningstävling" av Lee Power från Den & High. År 2011 den första skotska boxaren som vann Golden Girl Championship, en av världens största damtävlingar. Hon har också vunnit i British Universities and Colleges Sport (BUCS) nybörjarturnering, och deltagit i det skotska amatörboxningsmästerskapet där hon förlorade finalen mot Stephanie Kernachan .  Efter sin död beskrevs hon av Boxing Scotland som "en pionjär för både damboxning och universtitetsboxning i Skottland".

## Radikalfeminism
År 2015 uttryckte Berns sitt missnöje mot Edinburgh University Students' Associations "LGBT Liberation" -grupp, som gav sitt stöd för beslutet att utesluta dragqueens från att framträda under det årets Pridefestival i Glasgow. År 2016 blev Berns uteluten ur University of Edinburghs Feminist Society eftersom hon var mot avkriminalisering av sexarbete. Hennes argumentation för den nordiska modellen som kriminaliserar sexköp möttes med fientlighet och hon blev omtalad som "SWERF" och "horfob".
I april 2016 startade Berns sin Youtube-vlogg där hon redogjorde för sin syn på könsidentitet. Hennes vlogginlägg kritiserade bland annat påståenden om att lesbiska inte vill ha sex med transkvinnor som har penis (kallas ibland för "bomullstaket") är detta inte på grund av deras sexuella läggning, utan på grund av transfobi, trångsynthet eller fördomar. Hon argumenterade också emot självidentifierat kön. När Berns förklarade sin syn på kön och sexualitet, sa hon "Man blir inte 'tilldelad' sina reproduktiva organ ... män definieras av sina könsorgan. På samma sätt definieras homosexuella av att de attraheras av samma biologiska kön". Hon beskrev trankvinnor som "blackface-aktörer", att de "är män", att "det finns inga lesbiska med penis", och att hon "hellre är oförskämd än en jävla lögnare". Hon var kritisk till HBTQ-välgörehnetsorganisationen Stonewall.
I maj 2016 var Berns med och skrev under ett öppet brev till Morning Star, som hyllade tidningen för att "ge en plattform för en könsklassbaserad analys av kvinnors ställning i samhället, i kontrast mot nyliberal individualism och alienering från klassmedvetenhet". I juli 2016 höll Berns ett föredrag på Thinking Differently: Feminists Questioning Gender Politics, en konferens i London som fokuserade på "transgenderismens konsekvenser för kvinnors rättigheter". Berns föredrag handlade om hennes erfarenheter av deplattformering i studentsammanhang.
År 2018 var Berns medgrundnare till den skotska kampanjgruppen Forwomen.Scot , som växte till den störste organisationen i sitt slag i Skottland. Gruppen, som är mot lagförslag om självidentifierat kön, har kallats anti-trans, något de  själv dementerar.
I juni 2019 kritiserades den brittiska författaren J.K. Rowling efter att hon ökat Berns' synlighet genom att följa henne på Twitter .  Berns vlogg samlade runt 30.000 följare i 2019. I juni 2020 gick Rowling att hon hade pratat med Berns och fick intrycket av att hon var en "otroligt modig ung lesbisk kvinna och feminist", och hade börjat utsättas för trakasserier som följd av relationen hon hade till Berns. Berns beskrevs postumt av Rowling som "en stor troende på det biologiska könets existens, och som inte tyckte lesbiska borde kallas trångsynta för att de inte vill gå på dejt med transkvinnor med penisar".

## Respons
Berns åsikter gav upphov till såväl stark kritik som positiv respons. Hon beskrevs av bloggaren Phaylen Fairchild som "en av de mest hatiska och aggressiva anti-trans radikalfeministerna på Twitter". Av Vice-författaren Lewis Gordon beskrevs hon som "en TERF" och twitterkontot Trans Advocate beskrev  henne som "transfob". Hon blev uthängd som "horfob" av medlemmar i Edinburgh University Students' Association. Connor Aberle skrev i studenttidningen The Wesleyan Argus att  Berns "populäraste  uppladningar bara hånar videor av tranpersoner", och beskrev henne som en del av "en grupp vänsterextrema YouTubare som hatar tranpersoner". Alysia Stevenson beskrev Berns som "en framträdande anti-trans-Youtuber", och beskyllde henne för "hatisk retorik". Melkorka Licea skrev i New York Post och omtalade Berns som "frispråkig". Transaktivisten och filosofiprofessorn Rachel McKinnon fick utstå kritik, och ta emot ett protestbrev med över 500 underskrifter, efter att ha försvarat Berns motståndare som firade hennes död. McKinnon sa att sådana firanden är "etiskt berättigade när den döende har begått extrema trakasserier mot en marginaliserad grupp".
I tidningen Morning Star  uttryckte Susan Chynoweth och Deborah Lavin (Berns mor) sitt stöd till Berns som en "bestämd försvarare för kvinnors könsbaserade rättigheter och för lesbiskas rätt att uttrycka sin sexualitet, i mötet med skoningslösa krav på att omdefiniera kön som könsidentitet" och benämnde henne som "en av sin generations mest kända feministiska talespersoner". National Review-skribenten Madeleine Kearns beskrev hennes vlogg som "en stor källa till inspiration och klarhet för de som försöker stå emot könsextremism" . Julia Diana Robertson skrev i nättidningen The Velvet Chronicle att Berns var en "sällsynt naturkraft" och att "medan många kanske aldrig vet vilken inverkan hon gjorde, kommer ringarna på vattnet att märkas i många år framöver". Journalisten Meghan Murphy skrev att Berns hade bidragit till att "sätta fart på det offentliga samtalet om kön och sexualitet". Den irländske komediförfattaren Graham Linehan uttryckte stöd för Berns på sina sociala medier. Berns död noterades av två medlemmar i det skotska parlamentet: Joan McAlpine MSP beskrev henne som en "smart och kompromisslös" ung kvinna, medan Ruth Maguire MSP beskrev henne som en "modig ung feminist, som inspirerade". I oktober 2019 blev Berns postumt nominerad till Emma Humphreys Memorial Prize, som tilldelas kvinnor som "ökat medvetandet om våld mot kvinnor och barn", i november 2019 mottog hon ett speciellt pris från organisationen.
I april 2017 informerade Berns sina Youtube-följare om att hon diagnostiserats med en hjärntumör. I juli blev det känt att hon hade ett astrocytom som inte kunde avslägnas helt med kirurgi. Hon diagnostiserades med glioblastom i oktober 2018.  I den palliativa vården fick hon besök av Graham Linehan, radikalfeministen Julie Bindel och av prostitutionsöverlevaren Rachel Moran.